# یواس‌اس رامیج (دی‌دی‌جی-۶۱)
یواس‌اس رامیج (دی‌دی‌جی-۶۱) (به انگلیسی: USS Ramage (DDG-61)) یک کشتی است که طول آن ۵۰۵ فوت (۱۵۴ متر) می‌باشد. این کشتی در سال ۱۹۹۴ ساخته شد.